# آرثر ستيلويل
آرثر ستيلويل (بالإنجليزية: Arthur Stilwell)‏ هو رائد أعمال أمريكي، ولد في 21 أكتوبر 1859 في نيويورك في الولايات المتحدة، وتوفي بنفس المكان في 26 سبتمبر 1928 بسبب سكتة.

## وصلات خارجية
- آرثر ستيلويل على موقع الموسوعة البريطانية (الإنجليزية)